# Alan Taylor (Regisseur)

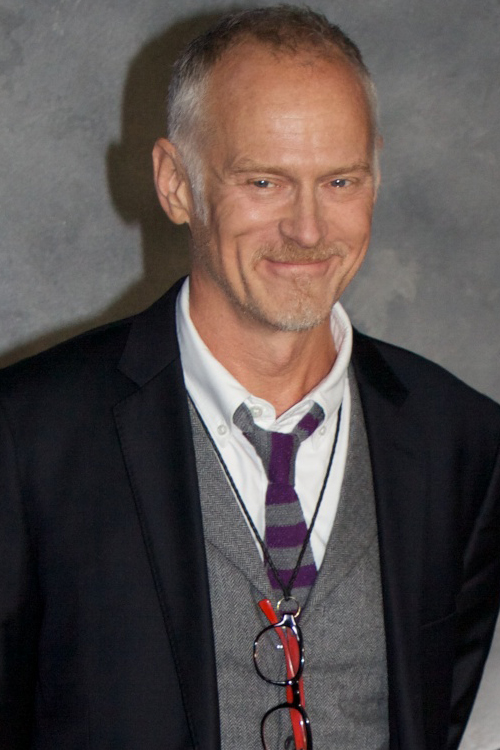
Alan Taylor (2013)

Alan Taylor (* 1965) ist ein US-amerikanischer Film- und Fernsehregisseur, Filmproduzent und Drehbuchautor.

## Leben
Taylor wurde als Sohn des Videographers James J. Taylor und der Kuratorin und Schriftstellerin Mimi Cazort geboren. Seine Schwester ist die Musikerin Anna Domino.
Taylor wurde vor allem als Regisseur von Fernsehserien des Senders HBO bekannt. So führte er unter anderem mehrfach bei Folgen der Serien Oz – Hölle hinter Gittern, Sex and the City und Die Sopranos Regie. Später übernahm er die Regie bei Fernsehserien wie Mad Men, Bored to Death, Boardwalk Empire und Game of Thrones.
Sein erster Spielfilm Palookaville entstand 1995. 2001 folgte The Emperor’s New Clothes und 2003 Kill the Poor. Im Dezember 2011 übernahm Taylor die Regie bei der Thor-Fortsetzung Thor – The Dark Kingdom, die im Oktober 2013 in die Kinos kam. Im Anschluss inszenierte er Terminator: Genisys (2015). Mit The Many Saints of Newark (2021) folgte ein Prequel zur Serie Die Sopranos.

## Privatleben
Taylor ist mit der deutschen Maskenbildnerin Nicki Ledermann (Sex and the City, Der Teufel trägt Prada, Boardwalk Empire) verheiratet. Aus der Ehe gingen zwei Töchter und ein Sohn hervor.

## Filmografie (Auswahl)
- 1990: That Burning Question (Kurzfilm)
- 1993–1999: Homicide (Homicide: Life on the Street, Fernsehserie, 7 Folgen)
- 1995: Palookaville
- 1996–1997: Traders (Fernsehserie, 4 Folgen)
- 1997–1998: Oz – Hölle hinter Gittern (Oz, Fernsehserie, 2 Folgen)
- 1999–2000: The West Wing – Im Zentrum der Macht (The West Wing, Fernsehserie, 2 Folgen)
- 1999–2003: Sex and the City (Fernsehserie, 6 Folgen)
- 1999–2007: Die Sopranos (The Sopranos, Fernsehserie, 9 Folgen)
- 2001: The Emperor’s New Clothes
- 2002: Six Feet Under – Gestorben wird immer (Six Feet Under, Fernsehserie, eine Folge)
- 2003: Kill the Poor
- 2004–2005: Deadwood (Fernsehserie, 2 Folgen)
- 2005: Lost (Fernsehserie, eine Folge)
- 2005: Rom (Fernsehserie, 2 Folgen)
- 2007–2008: Mad Men (Fernsehserie, 4 Folgen)
- 2008: 1 % (Fernsehfilm)
- 2009: In Treatment – Der Therapeut (In Treatment, Fernsehserie, eine Folge)
- 2009–2010: Bored to Death (Fernsehserie, 4 Folgen)
- 2010: The Wonderful Maladys (Fernsehfilm)
- 2010: Nurse Jackie (Fernsehserie, 2 Folgen)
- 2010: Boardwalk Empire (Fernsehserie, eine Folge)
- 2011–2012, 2017: Game of Thrones (Fernsehserie, 7 Folgen)
- 2013: Thor – The Dark Kingdom (Thor: The Dark World)
- 2015: Terminator: Genisys
- 2021: The Many Saints of Newark
- 2024: House of the Dragon (Fernsehserie, 2 Folgen)